# Kurtley Beale
Kurtley Beale (ur. 6 stycznia 1989 w Mount Druitt na przedmieściach Sydney) – australijski rugbysta aborygeńskiego pochodzenia występujący na pozycjach łącznika ataku i obrońcy. Reprezentant kraju, zwycięzca Pucharu Trzech Narodów 2011 oraz dwukrotny medalista pucharu świata.
Wymieniany jako jeden z czołowych sportowców aborygeńskiego pochodzenia wśród takich sław jak Mark Ella, Cathy Freeman, Lionel Rose, Evonne Goolagong, Graham Farmer, Anthony Mundine czy Eddie Gilbert.

## Młodość
Kurtley Beale urodził się w aborygeńskiej rodzinie, a jeden z jego angielskich przodków przybył do Australii jako więzień po kradzieży owiec. Wraz z bratem i siostrą wychowywany był przez dziadków w Mount Druitt na zachodnich przedmieściach Sydney, niezamożnej nie cieszącej się dobrą opinią okolicy. Teren ten był matecznikiem rugby league, zatem młody Kurtley grał w juniorskiej drużynie Western City Tigers, w której występowali również późniejsi zawodowi gracze Siosaia Vave i Michael Jennings. Po ukończeniu Shalvey Public School za namową szanowanego przez niego dziadka przyjął stypendium do prywatnego St Joseph's College, gdzie został zapoznany z rugby union. Przez pierwsze dwa lata łączył granie w obydwie odmiany tego sportu, zanim nie zdecydował się poświęcić rugby union. Przez sześć lat nauki występował na pozycji łącznika ataku w szkolnych zespołach rugby, z uwagi na umiejętności grając w wyższych kategoriach wiekowych. Z pierwszą drużyną Joey's trzykrotnie, w latach 2004–2006, zwyciężył w rozgrywkach Great Public Schools of New South Wales, w pierwszych dwóch nie doznając porażki, zaś w ostatnim z nich będąc jej kapitanem. Wypatrzony został wówczas przez byłych reprezentantów kraju – Steve’a Williamsa oraz braci Ella, Marka i Glena – którzy następnie pokierowali jego karierą. Szkołę reprezentował także w koszykówce, tenisie, krykiecie oraz w zawodach lekkoatletycznych. Pozostał związany ze tą szkołą, w uznaniu jej zasług dla rozwoju jego kariery przekazując pamiątki dotyczące jego występów w Waratahs i reprezentacji kraju.

## Kariera klubowa
Obowiązujący do końca 2008 roku profesjonalny kontrakt z Waratahs Beale zawarł w wieku szesnastu lat, do ukończenia szkoły jednak jedynie trenował z pierwszą drużyną. Związał się wówczas również z lokalnym klubem Northern Suburbs RFC, który w miarę możliwości wspomagał w kolejnych trzech latach w rozgrywkach Shute Shield. W pierwszym zawodowym sezonie miał być zmiennikiem Mata Rogersa, jednak powrót tego zawodnika do rugby league spowodował, że kilka tygodni po ukończeniu szkoły średniej Beale zadebiutował w barwach Waratahs w pierwszym przygotowawczym meczu przedsezonowym z Brumbies, tuż po wejściu na boisko zdobywając przyłożenie. Wystąpił też w drugim z tych spotkań – przeciwko Crusaders – walnie przyczyniając się do niespodziewanego zwycięstwa. Debiut w oficjalnym spotkaniu Beale zaliczył natomiast w pierwszej rundzie Super 14 przeciwko Lions. Dobre występy z ławki rezerwowych w pierwszych dwóch kolejkach dały mu miejsce łącznika ataku w wyjściowej piętnastce, następnie jednak jego forma fluktuowała, został przesunięty na pozycję obrońcy, a ostatecznie stracił miejsce w meczowym składzie. Łącznie zagrał zatem w dziesięciu spotkaniach sezonu 2007 mając problemy z przystosowaniem się do ustalonej przez trenerów strategii nie przystającej do jego stylu gry. Pomiędzy sierpniem a październikiem tego roku wziął udział w jedynym rozegranym sezonie rozgrywek Australian Rugby Championship. Przydzielony do zespołu Western Sydney Rams zagrał wówczas we wszystkich dziewięciu spotkaniach, dwukrotnie zdobywając wyróżnienie dla gracza meczu. Jego drużyna w fazie grupowej zajęła pierwsze miejsce, odniosła jednak porażkę w półfinałach, Beale natomiast został wybrany zawodnikiem sezonu w nagrodę otrzymując Mazdę CX-7. Na fali sukcesów pojawiły się oferty z klubów NRL sięgające nawet 500 tysięcy AUD za sezon.
Jeszcze przed rozpoczęciem sezonu 2008 Beale przedłużył kontrakt z Waratahs do końca 2009 roku. W całym sezonie wychodził zaś na boisko we wszystkich meczach jako podstawowy łącznik ataku swojego zespołu. Waratahs dotarli do finału tych rozgrywek, w którym ulegli nowozelandzkim Crusaders, a w drugiej połowie tego meczu z powodu kontuzji kostki zawodnik musiał opuścić boisko. Tak w trakcie sezonu, jak i w finale, Beale przeplatał dobre występy słabymi, krytykowana była jego skuteczność przy karnych i podwyższeniach, a w szczególności słaba postawa w grze obronnej, która zmuszała trenerów do przesuwania go w tej fazie gry na mniej odsłonięte pozycje. Również sam zawodnik dostrzegał braki w grze nogą, czemu miał zaradzić nowy trener kopaczy, Matt Burke. Złamana dodatkowo na siłowni ręka spowodowała dłuższą rehabilitację i w celu odzyskania formy i miejsca w składzie Beale udał się w październiku z Junior Waratahs na tournée na Fidżi.
Efektywnie przepracowany okres przygotowawczy i dobra postawa w trzech zwycięskich przedsezonowych spotkaniach (z Queensland Reds, Fiji Warriors i Brumbies) dały mu miejsce w wyjściowym składzie na początku sezonu 2009. Po sześciu meczach znalazł się jednak na ławce rezerwowych oddając rolę łącznika ataku Danielowi Halangahu, w drugiej części sezonu pojawił się jednak u jego boku jako środkowy ataku. Łącznie wystąpił w dwunastu z trzynastu spotkań swojej drużyny – po sześć na obu tych pozycjach – i raz zdobył wyróżnienie dla zawodnika meczu. Jeszcze w trakcie sezonu przedłużył kontrakt z Waratahs o kolejne dwa lata, pomimo zainteresowania ze strony klubów NRL.
W rozegranych na przełomie stycznia i lutego 2010 roku dwóch przedsezonowych meczach Beale wystąpił na pozycji 12, łącznikiem ataku został bowiem nowo zakontraktowany Berrick Barnes. Jako środkowy rozpoczął również sezon Super 14, lecz po dwóch spotkaniach wypadł z pierwszego składu. Po czterech meczach w roli zmiennika powrócił do wyjściowej piętnastki, jednak już jako obrońca i odnalazłszy się w tej roli pozostał w niej już końca zakończonej na półfinale rozgrywek kampanii Waratahs. W czerwcu tego roku zadebiutował także w barwach Randwick w rozgrywkach Shute Shield, wspomógł też zespół w awansie do finału tych rozgrywek. Jego drużyna uległa wówczas Sydney Uni, lecz postawa zawodnika w obronie zyskała uznanie komentatorów.
W sezonie przygotowawczym Beale poprawił swoją kondycję i wytrzymałość, pracował nad techniką i szybkością biegu, zrzucił również zbędne kilogramy. Dzięki temu utrzymał miejsce w wyjściowym składzie Waratahs, punktując w każdym z siedemnastu meczów sezonu 2011. W trakcie sezonu z powodu nieobecności podstawowych łączników ataku występował na tej pozycji pierwszy raz od dwóch lat. Beale był wyróżniającym się graczem Waratahs, co dwukrotnie dało mu tytuł zawodnika meczu, a także Matthew Burke Cup – nagrodę dla najlepszego według samych zawodników drużyny. Waratahs do ostatniej kolejki walczyli o udział w play-off i zakończyli sezon przegraną w ćwierćfinale z Blues. Był to jednocześnie ostatni mecz zawodnika w barwach tej drużyny, bowiem w kwietniu tego roku podpisał dwuletni kontrakt z Melbourne Rebels, tym samym ponownie odrzucił oferty z NRL, nie wykluczając jednak występów w rugby league w przyszłości. Ogółem podczas pięciu sezonów w barwach Waratahs rozegrał 68 spotkań zdobywając 351 punktów.
Po oficjalnym ogłoszeniu składu Rebels na 2012 rok zapowiedziano, że Beale grać będzie na pozycji obrońcy. Niedokończona rehabilitacja po odniesionej podczas Pucharze Świata kontuzji ścięgna postawiła pod znakiem zapytania jego występy w przedsezonowych sparringach. Wystąpił jednak w dwóch z nich, lecz wyeliminowała go ona z trzeciego spotkania. Z tego powodu nie zagrał również w otwierającym sezon meczu ze swoją byłą drużyną, zadebiutował zatem w następnej kolejce przeciwko Reds. Jeszcze w marcu opuścił dwa spotkania z powodu naderwanych na treningu mięśni łydki. Gdy pod koniec kwietnia z zespołu odszedł Danny Cipriani, Beale został podstawowym łącznikiem ataku Rebels, zagrawszy wcześniej w tej roli w drugiej połowie spotkania z Waratahs. Przyczyniło się to do wyraźnej poprawy jakości gry drużyny – po bonusowej przegranej z Bulls nastąpiła niespodziewana wygrana z Crusaders i zwycięstwo nad Western Force. Doznana w reprezentacyjnym meczu z Walią kontuzja żeber pogłębiła się w spotkaniu z Reds eliminując go z gry w ostatnich dwóch meczach. Pomimo przerw spowodowanych kontuzjami, które spowodowały, że w całym sezonie zagrał w dziesięciu z szesnastu spotkań, otrzymał nagrodę dla najlepszego gracza Rebels według samych zawodników drużyny, pozbawiły go one jednak szans walki o tytuł najlepszego australijskiego gracza tego sezonu Super Rugby.
Sezon 2013 rozpoczął od ostatniego meczu przygotowawczego z Hurricanes. Jeszcze w lutym pogłębił sobie odniesioną w listopadzie kontuzję ramienia, a w marcu złamał lewą rękę, co oznaczało miesięczną przerwę w grze. Ukończywszy rekonwalescencję po raz pierwszy od trzech lat zagrał dla Randwick w meczu przeciw Sydney Uni. Po opuszczeniu sześciu spotkań z powodu kontuzji oraz zawieszenia za uderzenie dwóch współgraczy powrócił do Rebels w pełni formy na początku maja w meczu przeciwko Chiefs. Pomeczowa impreza skończyła się dla niego kolejnym zawieszeniem i w barwach Rebels więcej się już nie pojawił.
W sierpniu 2013 roku podpisał roczny kontrakt z Waratahs, a treningi z zespołem po lipcowej operacji ramienia rozpoczął na początku listopada.

## Kariera reprezentacyjna
Był stypendystą ogólnokrajowego programu National Talent Squad oraz Australian Institute of Sport. W stanowych barwach występował w mistrzostwach kraju U-16 oraz w kategorii U-18. W pierwszej z nich zwyciężył w 2004 roku, w drugiej zaś triumfował w 2005 roku, rok później nie awansując do finału tych zawodów. Pociągnęło to za sobą powołania do kadry Australian Schoolboys, w której występował przez te dwa lata będąc również jej kapitanem. Rywalizując z Quade’em Cooperem o miejsce na pozycji łącznika ataku wystąpił we wszystkich testmeczach rozegranych wówczas przez tę drużynę: w sześciu w 2005 roku i trzech w 2006. Podczas ostatniego z tych występów wraz z Andrew Barrettem i Quade’em Cooperem ustanowił rekord występów w tej reprezentacji wyrównany i pobity w 2010 roku.
Widząc w nim zastępstwo za kończącego karierę Stephena Larkhama, John Connolly, ówczesny trener Wallabies, w 2006 roku zaprosił będącego jeszcze w szkole Beale’a na reprezentacyjne treningi w perspektywie zbliżającego się Pucharu Świata 2007, jego udział w listopadowej wyprawie do Europy przekreśliły jednak końcowe egzaminy. Ostatecznie zawodnik nie znalazł się również w kadrze udającej się na Puchar Świata do Francji, otrzymał jednak powołanie do seniorskiej reprezentacji A, z którą wziął udział w Pucharze Narodów Pacyfiku 2007. Podczas tych zawodów trzykrotnie pojawił się na boisku z ławki rezerwowych – przeciw Tonga, Samoa i Japonii – zdobywając dwa przyłożenia.
W 2008 roku został powołany przez selekcjonera reprezentacji U-20 Briana Melrose na inauguracyjne mistrzostwa świata juniorów. Uczestnictwo w przygotowaniach do turnieju uniemożliwiły mu występy w play-off Super 14, zaś kontuzja odniesiona w wielkim finale tych rozgrywek zaprzepaściła całkowicie jego szanse wyjazdu do Walii. Udało mu się to rok później, znalazł się bowiem w wybranym przez Davida Nucifora składzie na mistrzostwa świata rozegrane w Japonii. Wystąpił wówczas w trzech spotkaniach fazy grupowej – z Kanadą, Tonga i Walią. W tym pierwszym wraz z Richardem Kingi zdobywając cztery przyłożenia wyrównali rekord zawodów, który rok wcześniej ustanowił Dane Haylett-Petty. W fazie pucharowej nie wystąpił zaś z powodu kontuzji ścięgna kończąc zawody z dorobkiem 22 punktów.
Z powodu serii kontuzji odniesionych w 2008 roku Beale nie mógł rywalizować o miejsce w składzie Wallabies, w kolejnym roku znalazł się jednak w orbicie zainteresowania selekcjonera reprezentacji, Robbiego Deansa, który zabrał go we wrześniu na ostatni mecz Pucharu Trzech Narodów do Nowej Zelandii na wypadek kontuzji jednego z podstawowych graczy formacji ataku. Nominował go następnie do składu na kończące sezon pojedynki kadry, w tym mecz Bledisloe Cup i pierwszą od dwudziestu pięciu lat próbę zdobycia Wielkiego Szlema na Wyspach Brytyjskich. Pierwszy raz w zielono-złotej koszulce pojawił się na boisku w meczu z Gloucester 3 listopada, trzy tygodnie później zaś zagrał przeciwko Cardiff Blues i w nietypowej dla siebie roli skrzydłowego ataku zdobył dwa przyłożenia. Po występach przeciw brytyjskim klubom szansę debiutu w testmeczu otrzymał już 28 listopada i wszedł z ławki rezerwowych w końcówce meczu przeciwko Walijczykom zostając 833. Wallaby.
Przełomowy był dla niego rok 2010 – otrzymawszy powołanie na czerwcowe mecze reprezentacji debiut przed własną publicznością uczcił dwoma przyłożeniami na polu punktowym Fidżyjczyków, następnie wystąpił w jednym ze spotkań z Anglią oraz przeciw Irlandii. Znalazł się także w obu meczowych składach Australian Barbarians na spotkania z Anglikami, lecz na boisko wszedł tylko w jednym z nich.  Podczas Pucharu Trzech Narodów wystąpił w pięciu spośród sześciu meczów Wallabies – w pierwszym meczu z RPA nie opuścił bowiem ławki rezerwowych. W spotkaniu w Bloemfontein jego pięćdziesięciopięciometrowy kop już po końcowej syrenie dał Australijczykom pierwsze od czterdziestu siedmiu lat zwycięstwo na Wysokim Weldzie. Rozwijająca się kariera została potwierdzona dwiema nagrodami – dla debiutanta roku i za udział w przyłożeniu roku – oraz miejscem w pierwszej piątce najlepszych australijskich rugbystów według samych zawodników ogłoszone na gali John Eales Medal w październiku tego roku. Beale znalazł się następnie w składzie na listopadowe mecze kadry, gdzie wystąpił we wszystkich pięciu testmeczach. Pod koniec października Australia przerwała passę dziesięciu z rzędu porażek z All Blacks, pokonując następnie Walię, Włochy i Francję, ulegając jedynie Anglii. W spotkaniu z Walią zdobył wyróżnienie dla zawodnika meczu, a jego indywidualna akcja zainicjowana w głębi swojej połowy, obejmująca wysoki kop, zebranie piłki sprzed rąk Mike’a Philippsa, kopnięcie po ziemi i obiegnięcie Jamesa Hooka, a następnie zebranie piłki i jej utrata już nad linią pola punktowego po interwencji Walijczyka, została uznana za jedną z najlepszych nie zakończonych zdobyciem przyłożenia. Gra Australijczyków po przejściu Beale’a w tym sezonie na pozycję obrońcy oraz wprowadzenie do składu innych młodych zawodników – Jamesa O’Connora, Willa Genii, Davida Pococka czy Quade’a Coopera – wyraźnie się poprawiła zyskując pozytywne opinie trenera i mediów. Sezon, w którym zagrał w trzynastu z piętnastu meczów kadry, ukoronował nominacją do nagrody dla najlepszego według IRB zawodnika roku na świecie, którą ostatecznie otrzymał Richie McCaw.
Reprezentacyjny sezon 2011 rozpoczął występem z ławki rezerwowych w niespodziewanie przegranym spotkaniu z Samoa. Pomimo lekkiej kontuzji odniesionej w pierwszym meczu ze Springboks zagrał również w pozostałych trzech spotkaniach skróconej edycji Pucharu Trzech Narodów. W decydującym o tytule spotkaniu z Nowozelandczykami zdobył zwycięskie przyłożenie dające Wallabies pierwszy od dziesięciu lat triumf w tych zawodach. Jego postawa i rozwój na pozycji obrońcy w ostatnich dziesięciu testmeczach przyniosły mu John Eales Medal oraz pewne miejsce w składzie Australijczyków na Puchar Świata w Rugby 2011. W fazie grupowej zagrał z Włochami, Irlandią, a w spotkaniu z USA zdobył przyłożenie i przyczynił się do kolejnych dwóch, lecz z podejrzeniem naderwania ścięgna opuścił boisko po pierwszej połowie. Profilaktycznie nie został zatem wyznaczony do składu na mecz z Rosją i powrócił do wyjściowej piętnastki na ćwierćfinałowy pojedynek z RPA. Zwycięski pojedynek ponownie okupił kontuzją, która pomimo pierwotnego wystawienia go do meczowego składu ostatecznie spowodowała jego nieobecność w przegranym półfinale z Nową Zelandią. Już z Beale'em w składzie Australijczycy pokonali Walię w meczu o trzecie miejsce, choć z powodu odnowionego urazu zawodnik opuścił boisko w dziesiątej minucie spotkania. Kontuzja ta wyeliminowała go również z rozegranych na przełomie listopada i grudnia meczów przeciw Barbarians i Walii.
Robbie Deans powołując zawodnika na czerwcowe spotkanie ze Szkocją i serię trzech testmeczów z Walią planował obsadzić go w roli podstawowego łącznika ataku z uwagi na brak ogrania Quade’a Coopera oraz kontuzje Jamesa O’Connora i Christiana Lealiifano. Wbrew początkowym doniesieniom o opuszczeniu wszystkich czterech meczów z powodu operacji kontuzjowanego ramienia, szybko postępująca rehabilitacja pozwoliła na jego włączenie do meczowego składu na ostatni z nich. Odniesiona wówczas kontuzja żeber, która pogłębiła się w ligowej potyczce z Reds, postawiła przed znakiem zapytania jego występy w początkowych meczach inaguracyjnej edycji The Rugby Championship. Znalazł się jednak w składzie Australijczyków na ten turniej będąc uważany za kluczową postać tego zespołu. Wyjątkowo słaba postawa w meczu otwarcia z Nową Zelandią ściągnęła na niego falę krytyki, również sam zawodnik uznał ten występ za najgorszy w swojej karierze. Rewanżowy pojedynek z All Blacks rozpoczął zatem poza wyjściową piętnastką, jednak zdaniem trenera odzyskał pewność siebie i w meczu z RPA zagrał od pierwszej minuty. Jego udział nie przyniósł spodziewanego efektu, został więc ponownie zdegradowany do ławki rezerwowych na mecz z Argentyną, w którego końcówce celnie kopnął kluczowego karnego. W rewanżowych pojedynkach z tymi dwoma przeciwnikami wystąpił już jako łącznik ataku, zastępując wymagającego operacji kolana Quade’a Coopera. Zadebiutował w tej roli w swoim trzydziestym występie w reprezentacji wyróżniając się na tle słabego występu Wallabies na Loftus Versfeld Stadium. Umocnił następnie swoją pozycję ostatnim meczem tych zawodów przeciwko Pumas, został toteż powołany na trzecie spotkanie Bledisloe Cup oraz kończące sezon reprezentacyjny tournée do Europy. Australijczycy z Beale'em w wyjściowym składzie jeszcze w październiku remisem przerwali passę szesnastu zwycięstw All Blacks, a po dotkliwej porażce z Francją, pokonali kolejno Anglię, Włochy oraz szósty raz w ciągu czternastu miesięcy Walię. W tym ostatnim zdobył dające zwycięstwo przyłożenie w ostatniej akcji meczu. Pomimo niekonsekwencji w grze jego przygotowanie i forma prezentowana pod koniec 2012 roku zyskała akceptację trenera, który włączył go do grupy przewodzącej Wallabies.
Utrzymał zaufanie trenera pomimo pozaboiskowych ekscesów i braku ogrania i znalazł się w składzie na mecze w ramach tournée British and Irish Lions 2013. Wystąpił we wszystkich trzech testmeczach, w pierwszym z nich mając szansę na zapewnienie Australijczykom wygranej ostatnim kopem meczu – pośliznął się jednak i spudłował. Winę za to zrzucano na nieodpowiednie buty, śliską nawierzchnię czy też słabą psychikę zawodnika. Wallabies okazali się nieznacznie lepsi w drugim spotkaniu, trzeci, decydujący mecz był natomiast nieudany zarówno dla zawodnika, jak i reprezentacji. Po przegranej serii z Lions stanowisko stracił Robbie Deans, a nowy selekcjoner Wallabies, Ewen McKenzie, poradził Beale'owi przeprowadzenie odkładanej wcześniej operacji ramienia, ominęła go zatem reszta sezonu reprezentacyjnego.

## Osiągnięcia
- Puchar świata w rugby – 3. miejsce: 2011
- Puchar Trzech Narodów – zwycięstwo: 2011
- ARC Player of the Year – 2007
- John Eales Medal – 2011
- nominacja do IRB Player of the Year – 2010

## Kontrowersje
- W styczniu 2007 roku został ukarany grzywną w wysokości 1500 AUD za prowadzenie pod wpływem alkoholu, dodatkowo nie posiadając uprawnień do prowadzenia pojazdów – miesiąc wcześniej został zatrzymany przez policję, a poziom alkoholu w wydychanym powietrzu był dwukrotnie większy od dozwolonego[353][354]. Dodatkowo otrzymał dziewięciomiesięczny zakaz przystępowania do egzaminu na prawo jazdy[355].
- W czerwcu 2010 roku sąd oddalił postawione mu zarzuty dotyczące zastosowania przemocy wobec kuzynki na przyjęciu rodzinnym w lipcu poprzedniego roku[356][357]. W tym samym miesiącu otrzymał również od Australian Rugby Union karę w wysokości 5000 AUD za oddawanie moczu w miejscu publicznym[358][359].
- „Trzej Amigos” – Beale, Quade Cooper i James O’Connor – w listopadzie 2010 roku wdali się w bójkę pomiędzy sobą podczas pobytu w Paryżu[360][361].
- W marcu 2011 roku został zatrzymany przez policję za jazdę otrzymaną w 2007 roku Mazdą z uwagi na fakt, iż jako posiadaczowi tymczasowego prawa jazdy (P-plates) nie można mu było prowadzić samochodu z turbosprężarką, w lipcu zarzuty zostały zaś oddalone[362][363].
- W czerwcu 2012 roku wdał się w bójkę z ochroniarzem hotelu, z którego został wyrzucony wraz z Cooperem[364][365]. Po postawieniu zarzutów mógł odpowiadać z wolnej stopy[366], strony postanowiły natomiast skorzystać z mediacji[367]. Jej pierwsze próby nie doszły do skutku[368][369], do mediacji powrócono w lutym 2013 roku[370][371], a strony doszły do porozumienia dwa miesiące później[372][373].
- W marcu 2013 roku zespół Rebels przebywał w RPA, gdzie doznał dotkliwej porażki z Sharks. Gdy zawodnicy wracali autobusem do hotelu, kapitan drużyny, Gareth Delve, nakazał znajdującemu się pod wpływem alkoholu Beale'owi założenie koszulki przed przyjazdem do hotelu, został wówczas przez niego zelżony i uderzony, interweniujący Cooper Vuna oddał natomiast otrzymany cios powalając Beale’a[374][375]. Obydwaj gracze zostali zawieszeni i odesłani do Australii[376][377], Beale dodatkowo otrzymał karę finansową w wysokości 40 tysięcy AUD i nakaz podjęcia terapii[378][379]. Sam gracz twierdził wówczas, iż nie ma problemów alkoholowych[380]. Pod koniec kwietnia ponownie pił publicznie alkohol[381], a 9 maja po kolejnym incydencie został ponownie zawieszony za złamanie ustaleń z klubem i związkiem dotyczących zachowania i abstynencji oraz opuszczenie sesji z terapeutą[382][383], kilka dni później zgłosił się zatem na leczenie do kliniki odwykowej[384][385]. Listopadowe doniesienia prasowe sugerowały, iż powrócił do nałogu[386].
- W mediach pojawiły się zdjęcia Beale’a i O’Connora przebywającego w fastfoodzie o czwartej nad ranem pomiędzy testmeczami z British and Irish Lions, obyło się jednak bez konsekwencji ze strony selekcjonera i związku[387].